# Temsa

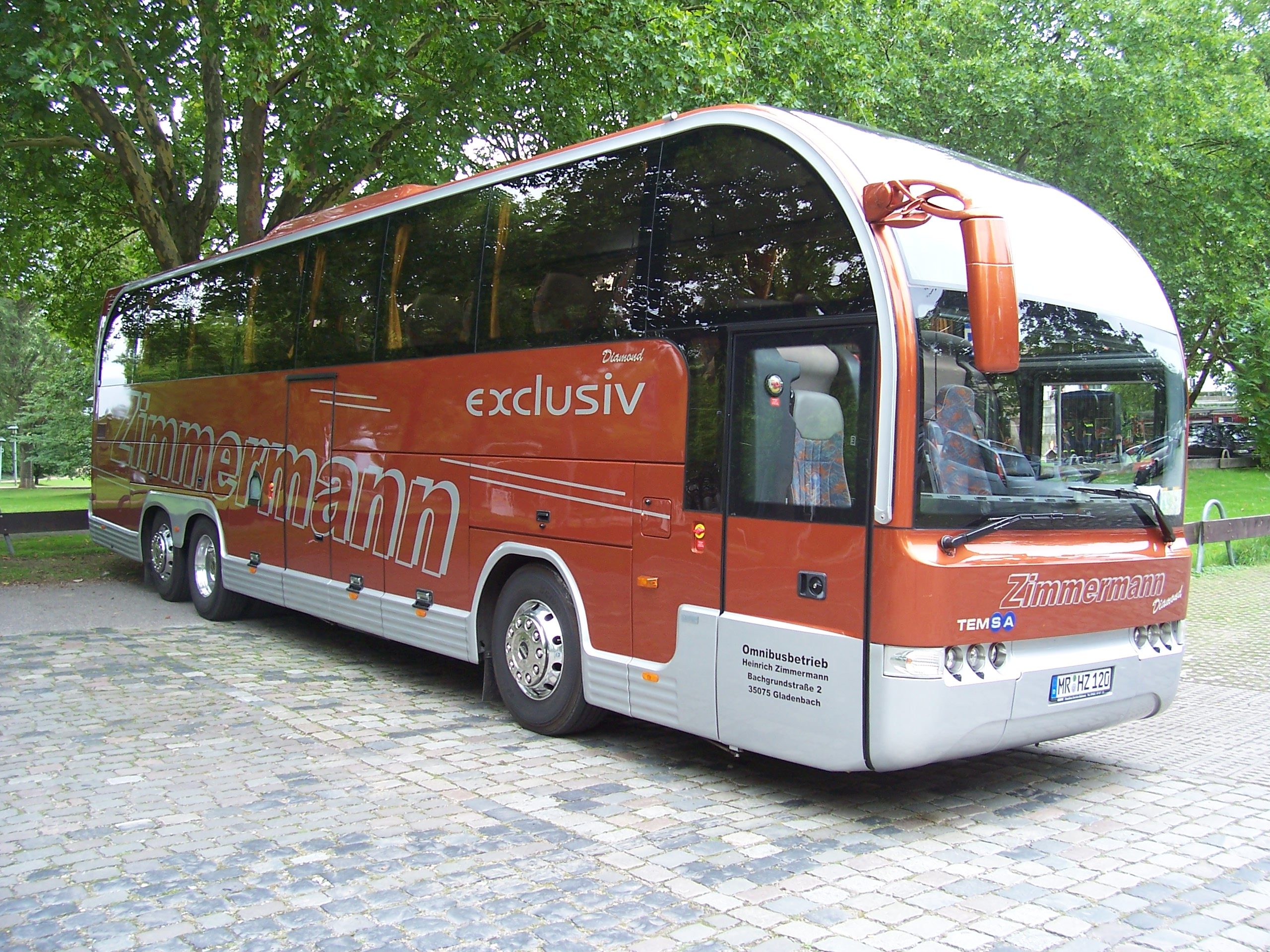
Autobus typu Temsa Diamond

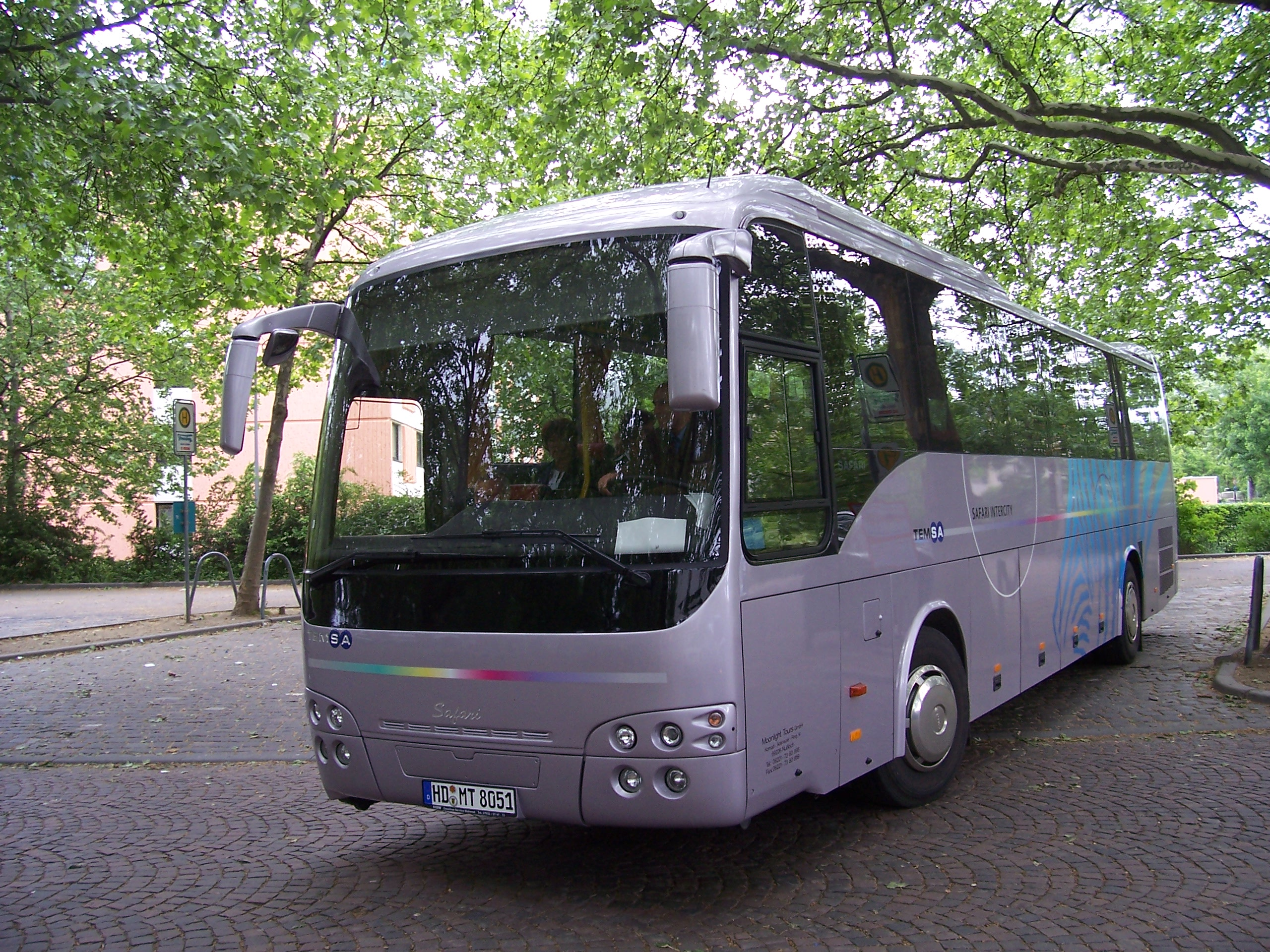
Autobus typu Temsa Safari

TEMSA Skoda Sabancı Ulaşım Araçları A.Ş. je výrobce autobusů a nákladních automobilů původem z turecké Adany. Společnost je součástí koncernu Sabanci, který sdružuje významné turecké průmyslové podniky.
Temsa byla založena roku 1968 za účelem zásobování ocelí pro stavebnický průmysl. Výroba dálkových autobusů ve firmě se rozběhla mezi lety 1984 a 1987, potřebné licence poskytla společnost Mitsubishi Motors. Během 90. let se pozice firmy zlepšila natolik, že dnes již vyrábí průměrně 1000 autobusů a další tisícovky midibusů a nákladních automobilů za rok. 75 % výroby je vyváženo za hranice Turecka.
První autobusy, vyrobené s motory od firmy Mitsubishi však nesplňovaly přísné západoevropské emisní limity, což společnosti velmi ztížilo možnost probojovat se na nové trhy. Teprve až roku 2000 byly zakoupeny licence na motory od německé firmy MAN a převodovky ZF. Později začala Temsa sama vyvíjet vlastní součástky, čímž se jí zvětšila její nezávislost. V Belgii založila pobočku TEMSA Europe pro velmi významný evropský trh.
Společnost působí i na českém trhu, ročně zde prodá nižší desítky autobusů. V roce 2020 získala poloviční podíl ve výrobci investiční společnost PPF.

## Vyráběné autobusy
- Diamond – luxusní zájezdový autobus 13 m a 14 m
- Temsa Safari HD – dálkový autobus 12 m a 12,8 m
- Temsa Safari STD – dálkový autobus 10,66 m, 12 m a 12,8 m
- Temsa Safari IC – meziměstský autobus 12 m a 12,8 m
- Safir – 12 m
- Opalin – 8 m a 9 m
- Tourmalin – 12 m a 12,8 m